# ジョージ・クレイヴァーリング＝クーパー (第4代クーパー伯爵)
第4代クーパー伯爵ジョージ・オーガスタス・クレイヴァーリング＝クーパー（英語: George Augustus Clavering-Cowper, 4th Earl Cowper、1776年8月9日 – 1799年2月12日）は、イギリスの貴族。

## 生涯
第3代クーパー伯爵ジョージ・ナッソー・クレイヴァーリング＝クーパーとハンナ・アン・ゴア（Hannah Anne Gore、1758年頃 – 1826年9月5日、チャールズ・ゴアの娘）の息子として、1776年8月9日にフィレンツェで生まれた。1789年12月22日に父が死去すると、クーパー伯爵の爵位を継承した。1793年5月18日にケンブリッジ大学セント・ジョンズ・カレッジに入学、1795年にM.A.の学位を修得した。
1797年にハートフォードシャー副統監に、1798年にケント副統監に任命された。
1799年2月12日に肺の出血によりコール・グリーンで死去、19日にハーティンフォードベリーで埋葬された。生涯未婚だったため、弟ピーター・レオポルド・ルイス・フランシス・ナッソー・クレイヴァーリング＝クーパーが爵位を継承した。